# Bıçakçı, Ödemiş
Bıçakçı là một xã thuộc huyện Ödemiş, tỉnh İzmir, Thổ Nhĩ Kỳ. Dân số thời điểm năm 2010 là 1.854 người.